# Baranivka, Berejanî
Baranivka (în ucraineană Баранівка) este un sat în comuna Kuropatnîkî din raionul Berejanî, regiunea Ternopil, Ucraina.

## Demografie
Componența lingvistică a localității Baranivka
     Ucraineană (99,6%)
     Alte limbi (0,4%)
Conform recensământului din 2001, majoritatea populației localității Baranivka era vorbitoare de ucraineană (99,6%), existând în minoritate și vorbitori de alte limbi.